# Tetragnatha andonea
Tetragnatha andonea är en spindelart som beskrevs av Lawrence 1927. Tetragnatha andonea ingår i släktet sträckkäkspindlar, och familjen käkspindlar.
Artens utbredningsområde är Namibia. Inga underarter finns listade i Catalogue of Life.